# Jungfernstieg station
Jungfernstieg station är stor knutpunkt för pendeltåg och tunnelbana i centrala Hamburg. Stationen ligger under affärsgatan Jungfernstieg i stadsdelen Neustadt och öppnade 1931 för tunnelbanans linje U1, 1973 för linje U2, 1975 för pendeltågen (S-Bahn) och 2012 för linje U4.  På denna station går pendeltågen under jord i den drygt 5 km långa pendeltågstunneln City-S-Bahn. Pendeltågslinjerna S1 och S3 trafikerar stationen. En lång gångtunnel ansluter till tunnelbanestation Rathaus station på linje U3.

## Bilder

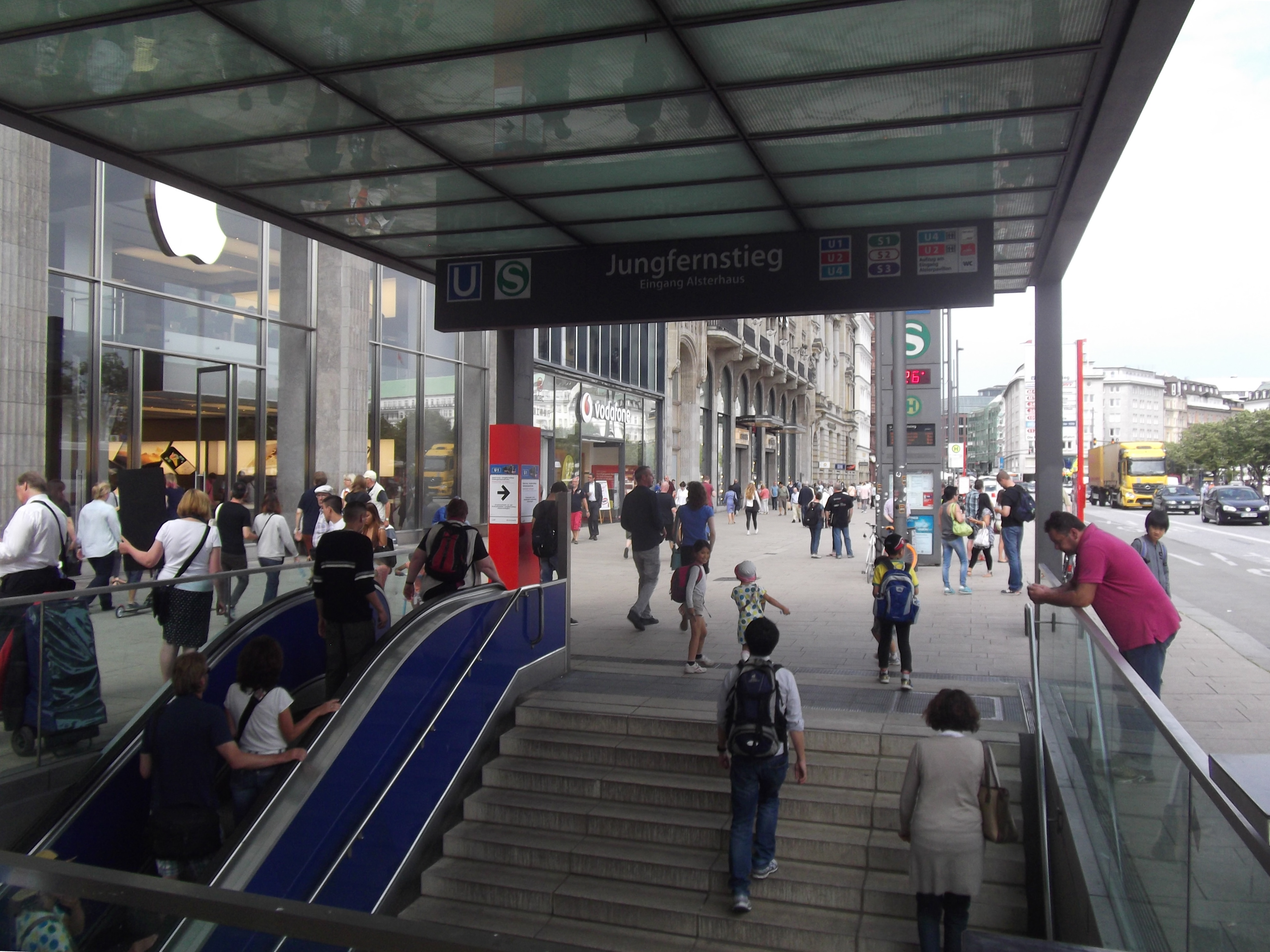
Entré Jungfernstieg / Neuer Wall
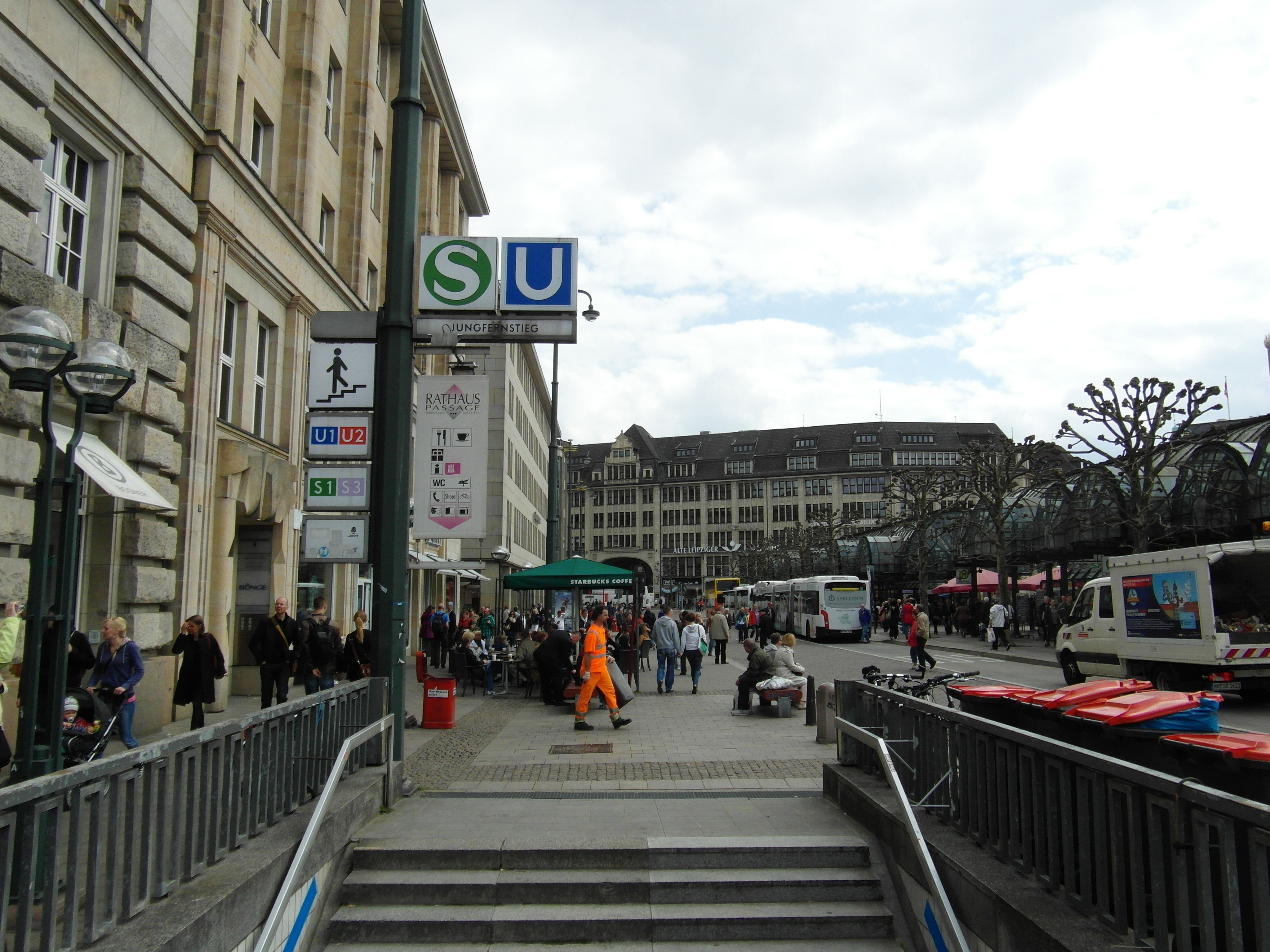
Entré Rathausmarkt
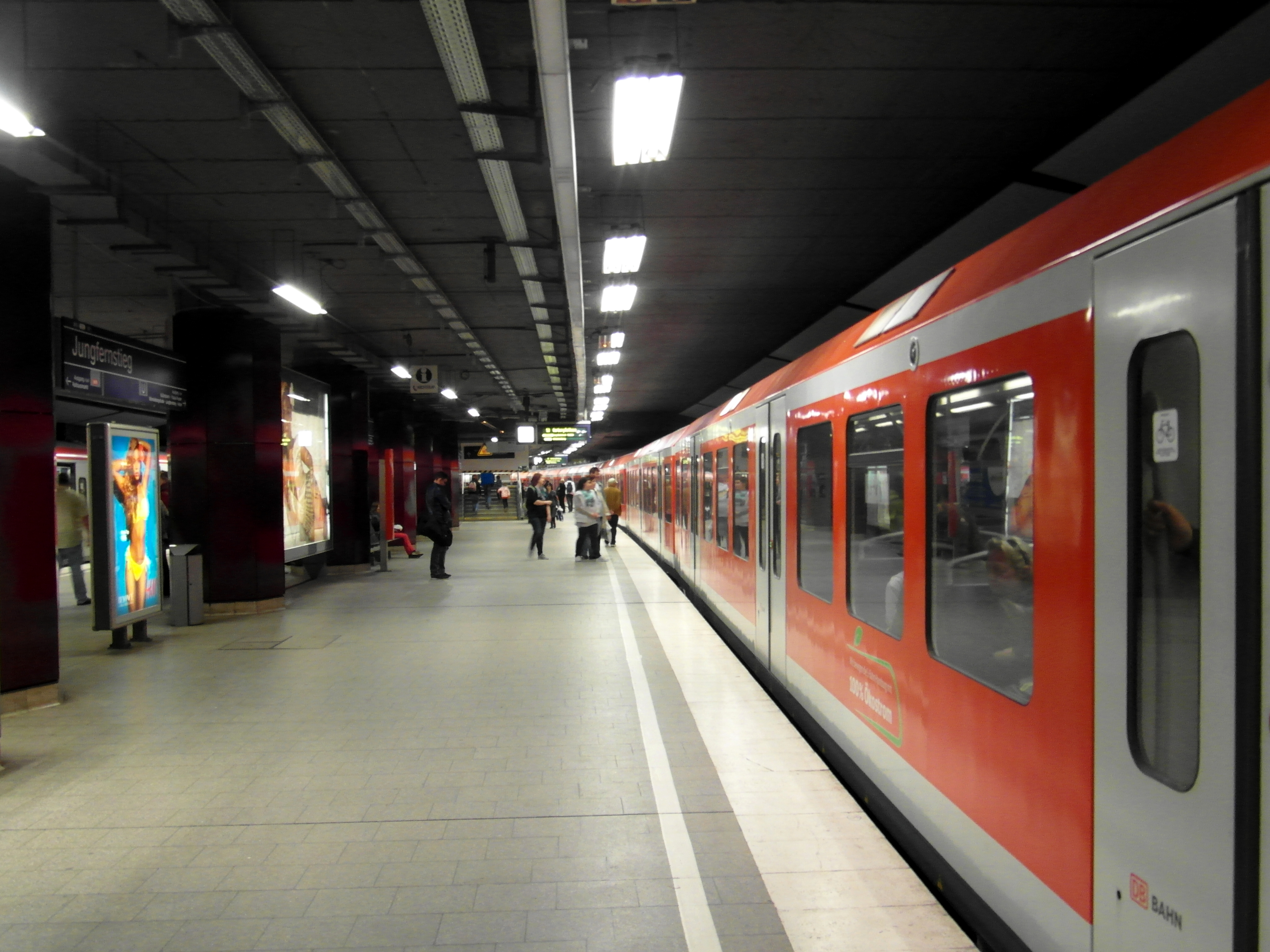
S-Bahn (pendeltåg)
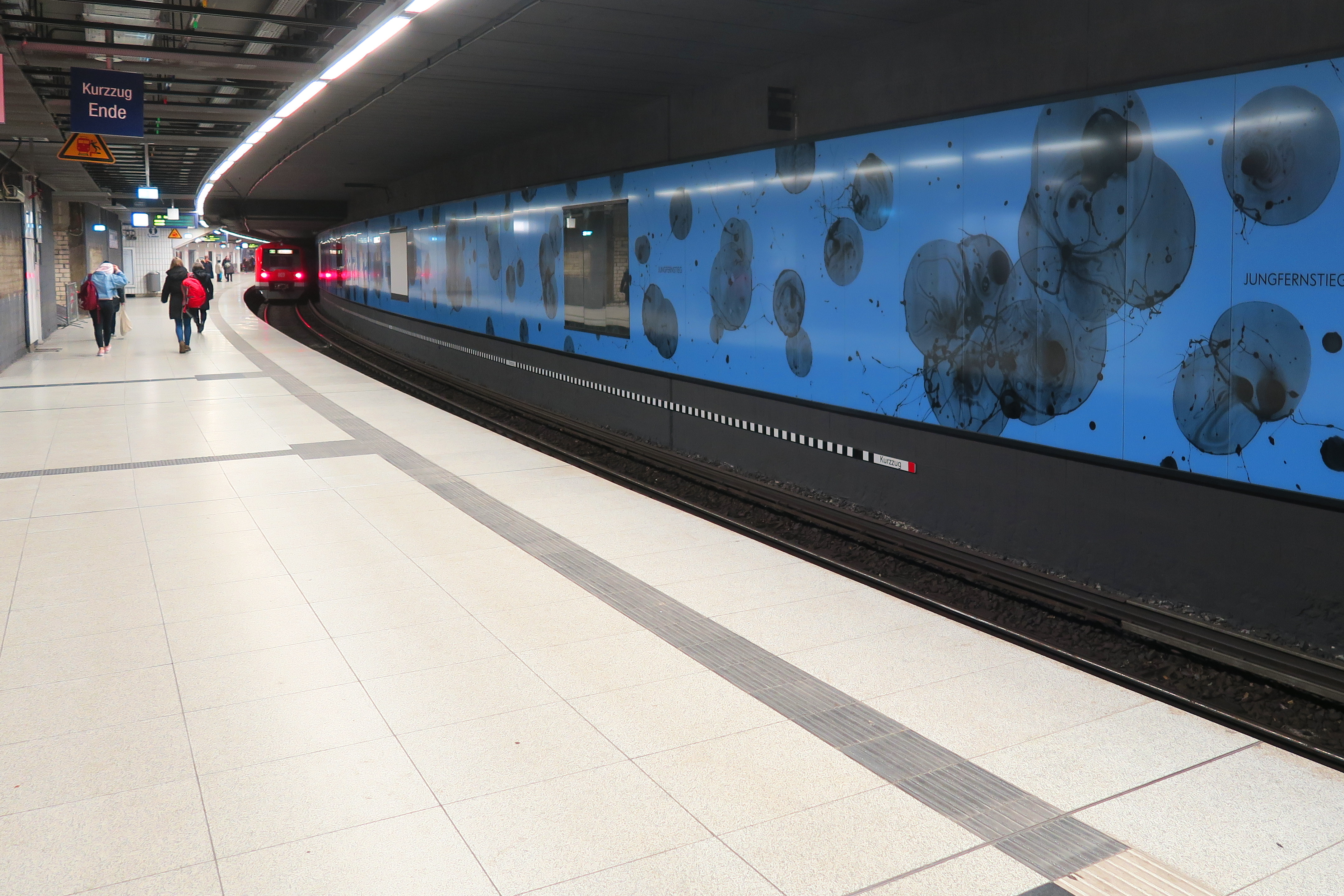
Jungfernstieg S-Bahn
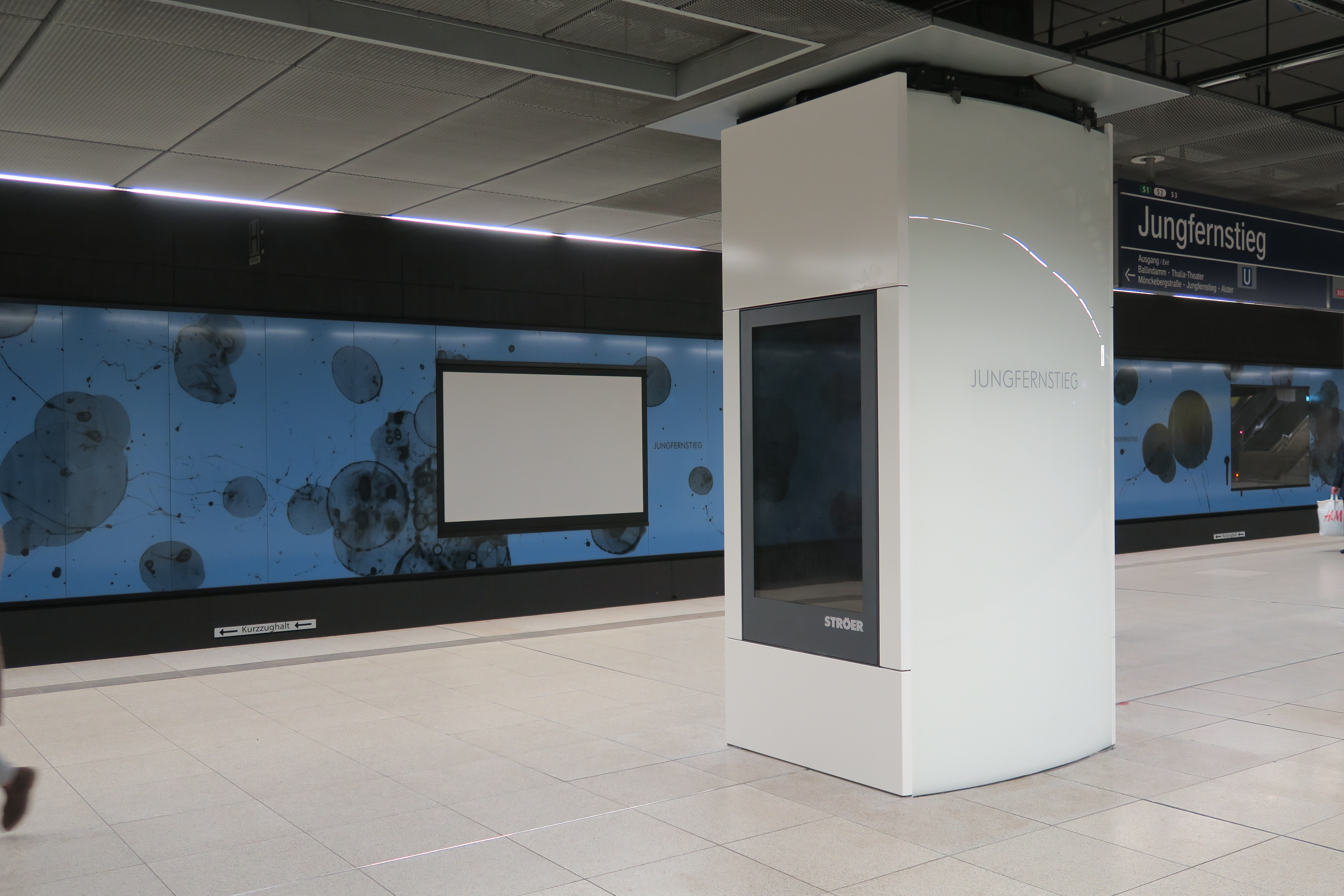
Jungfernstieg S-Bahn
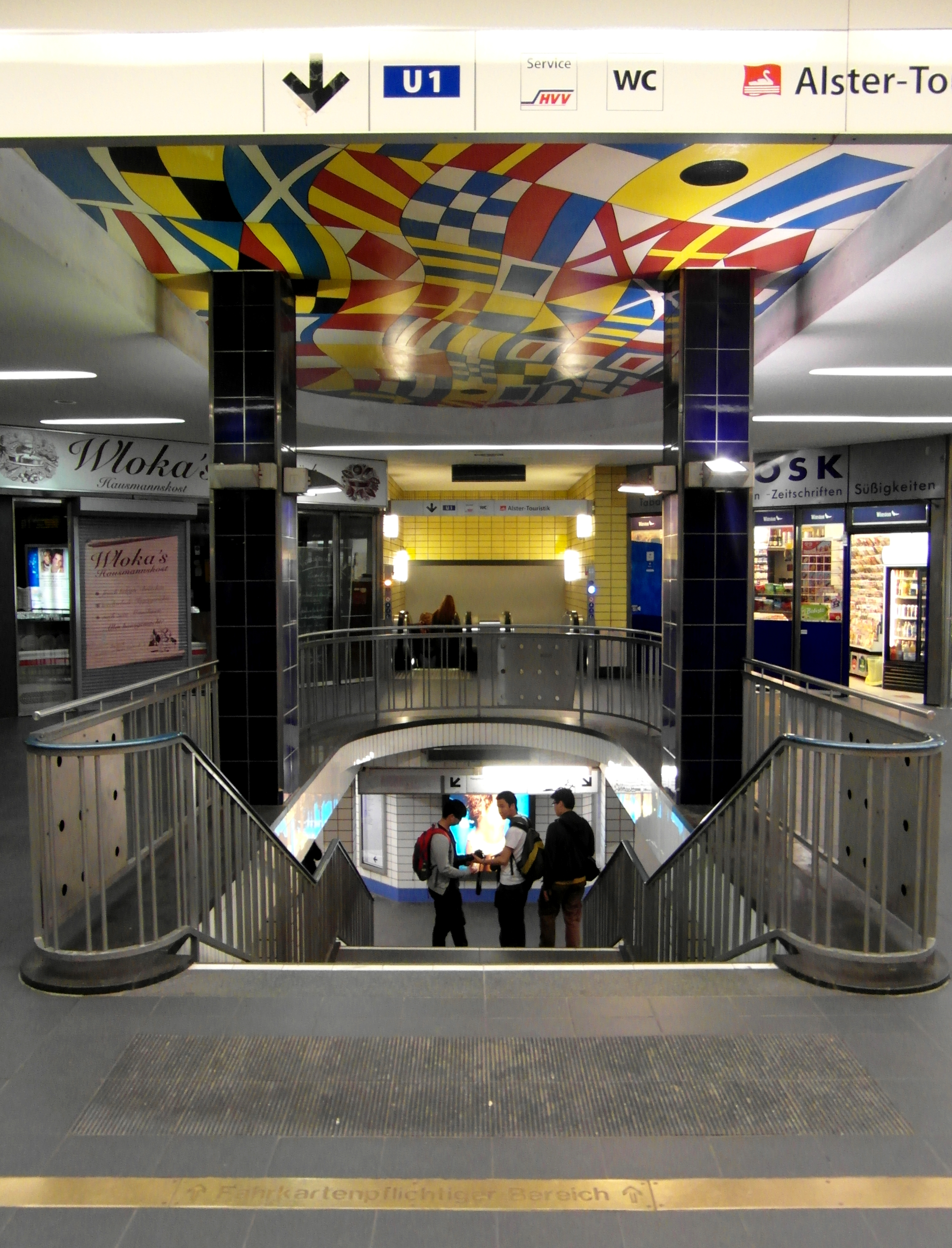
Trappa till linje U1
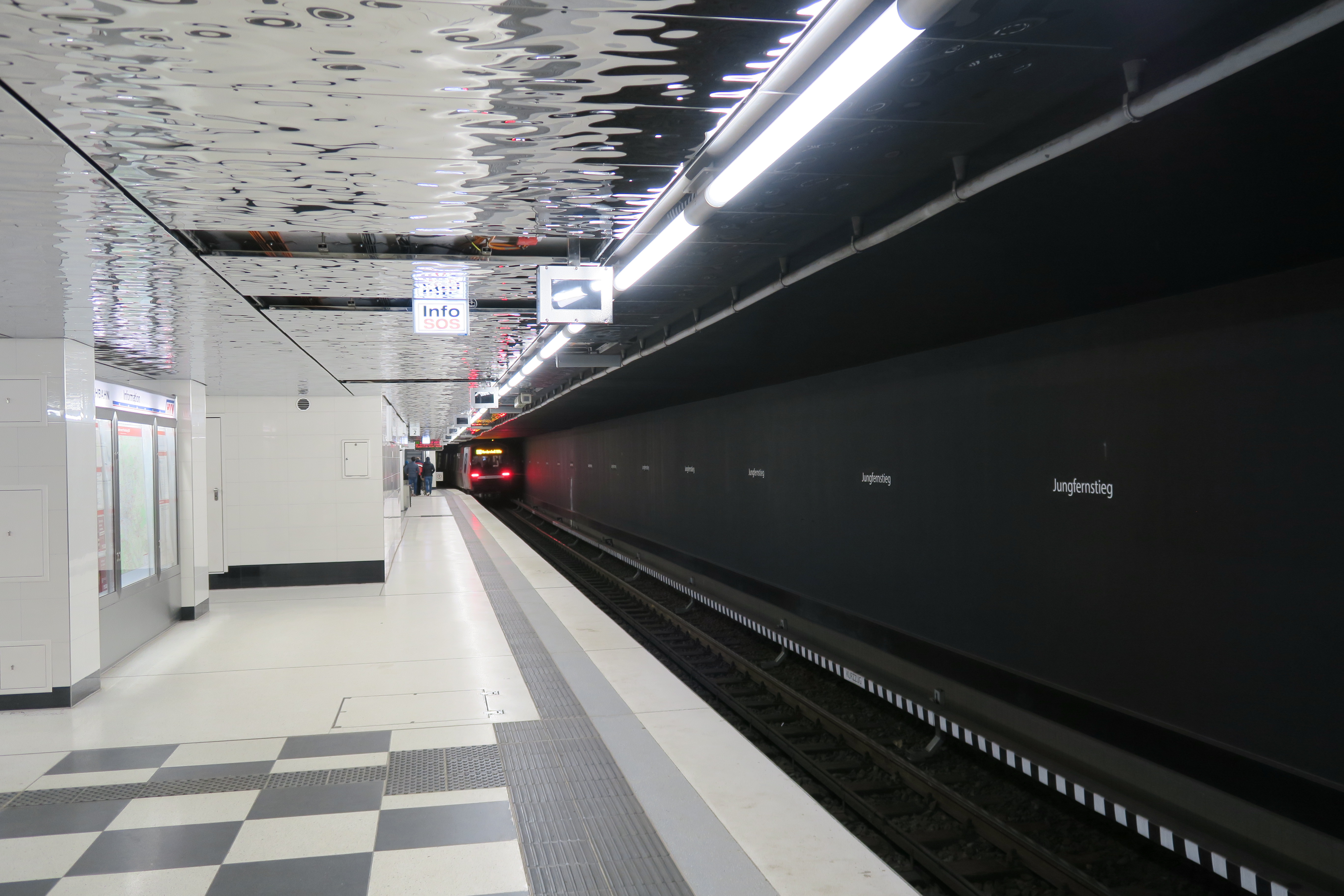
Linje U1
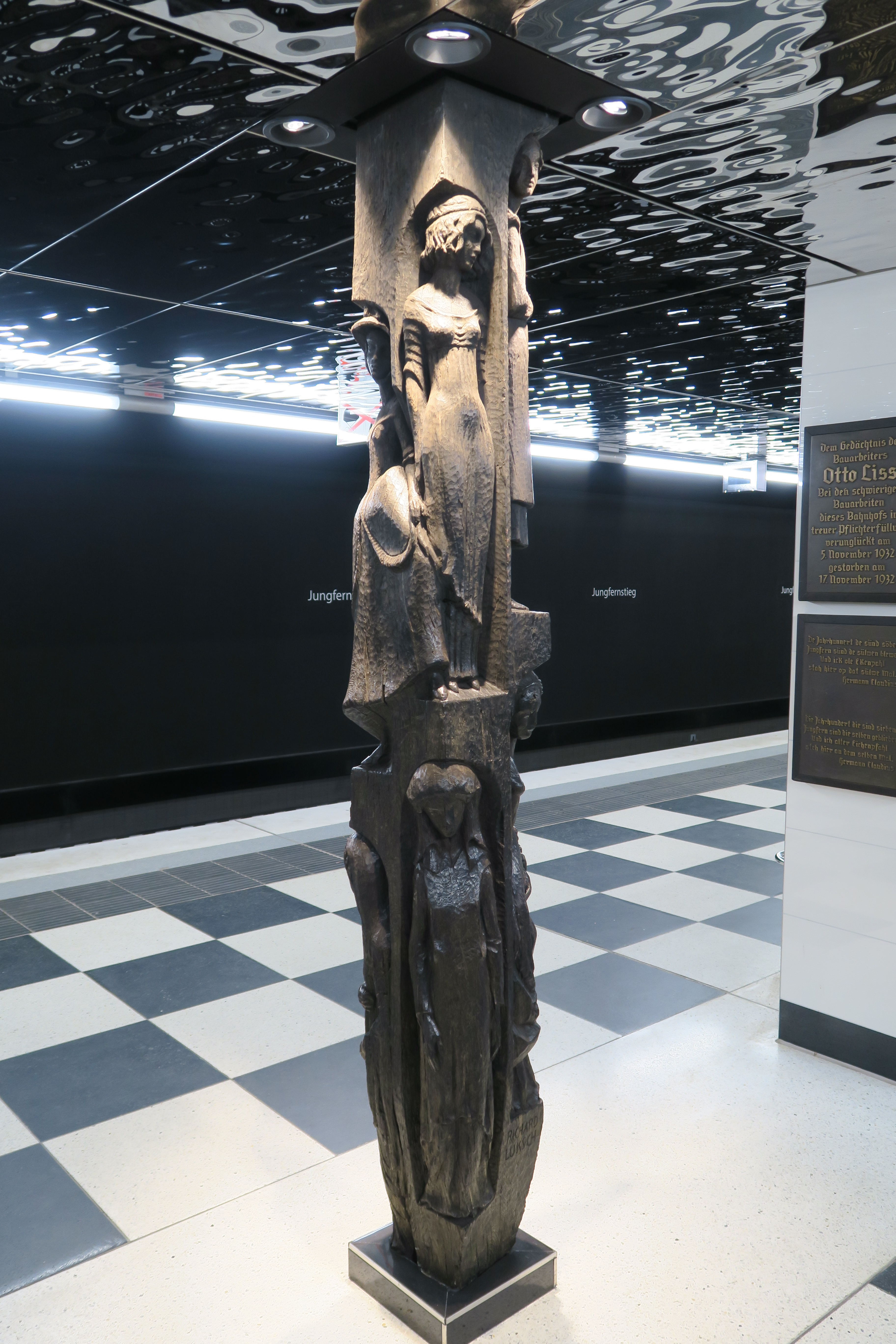
Linje U1
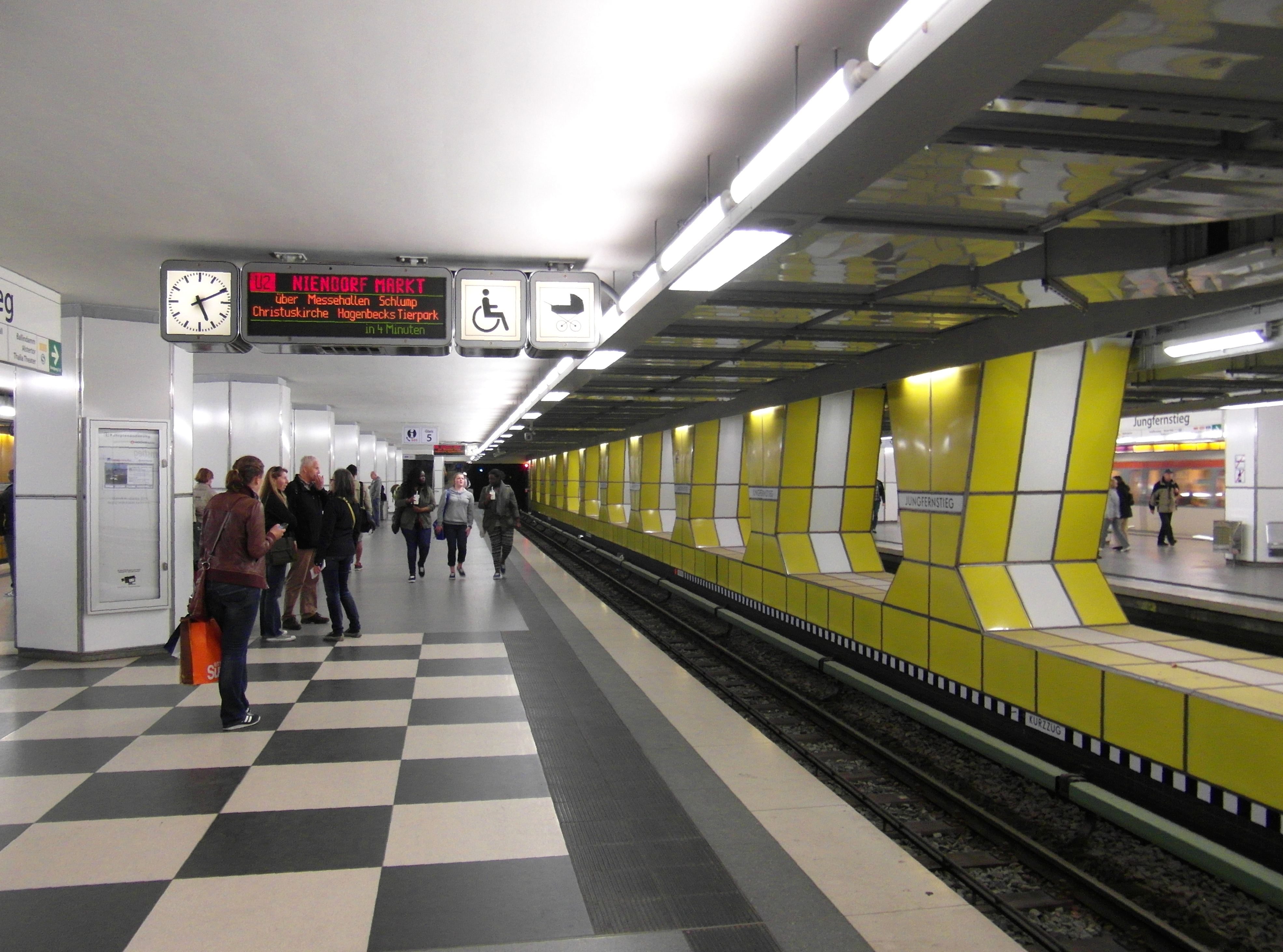
Linje U2
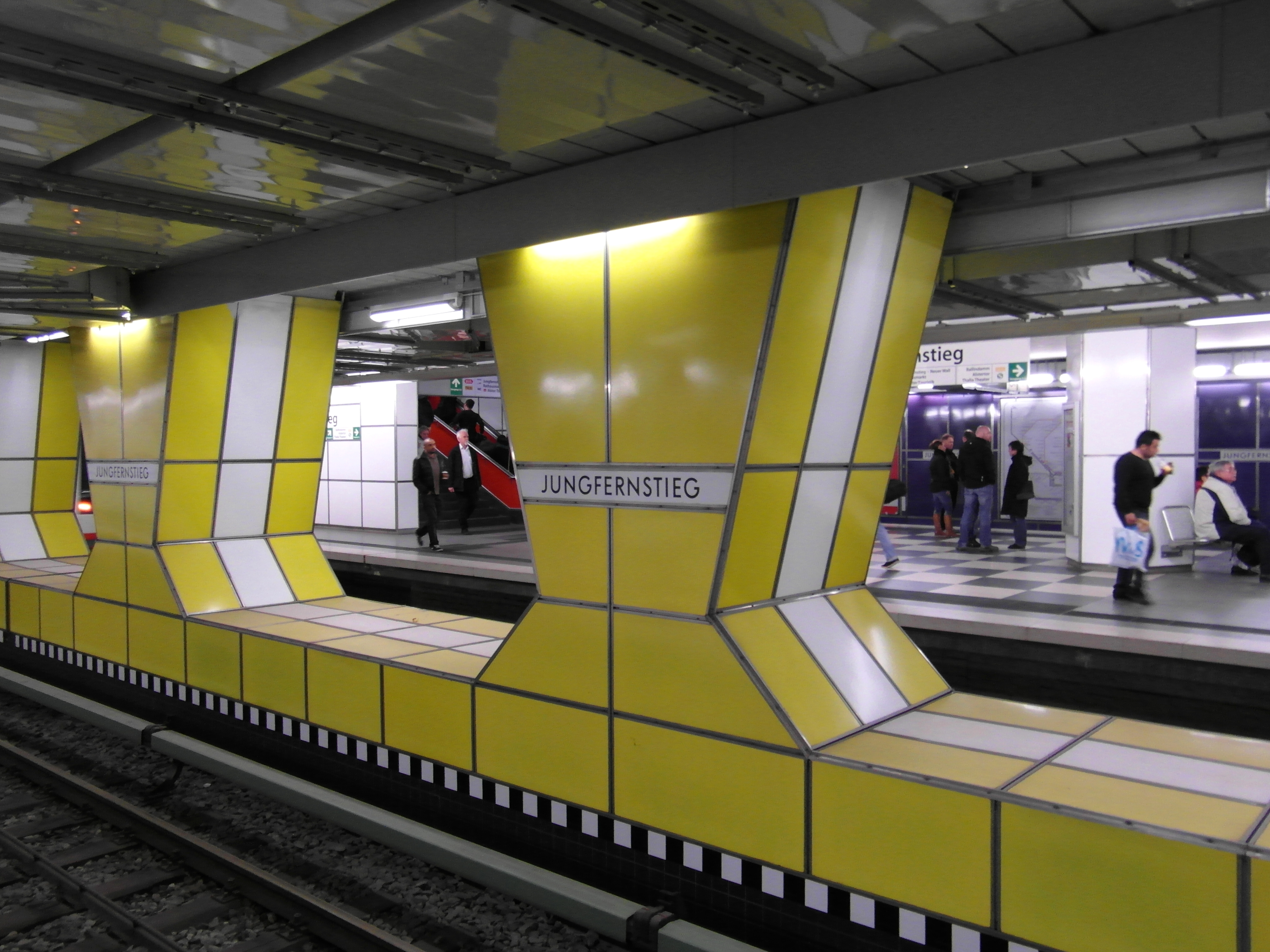
Linje U2
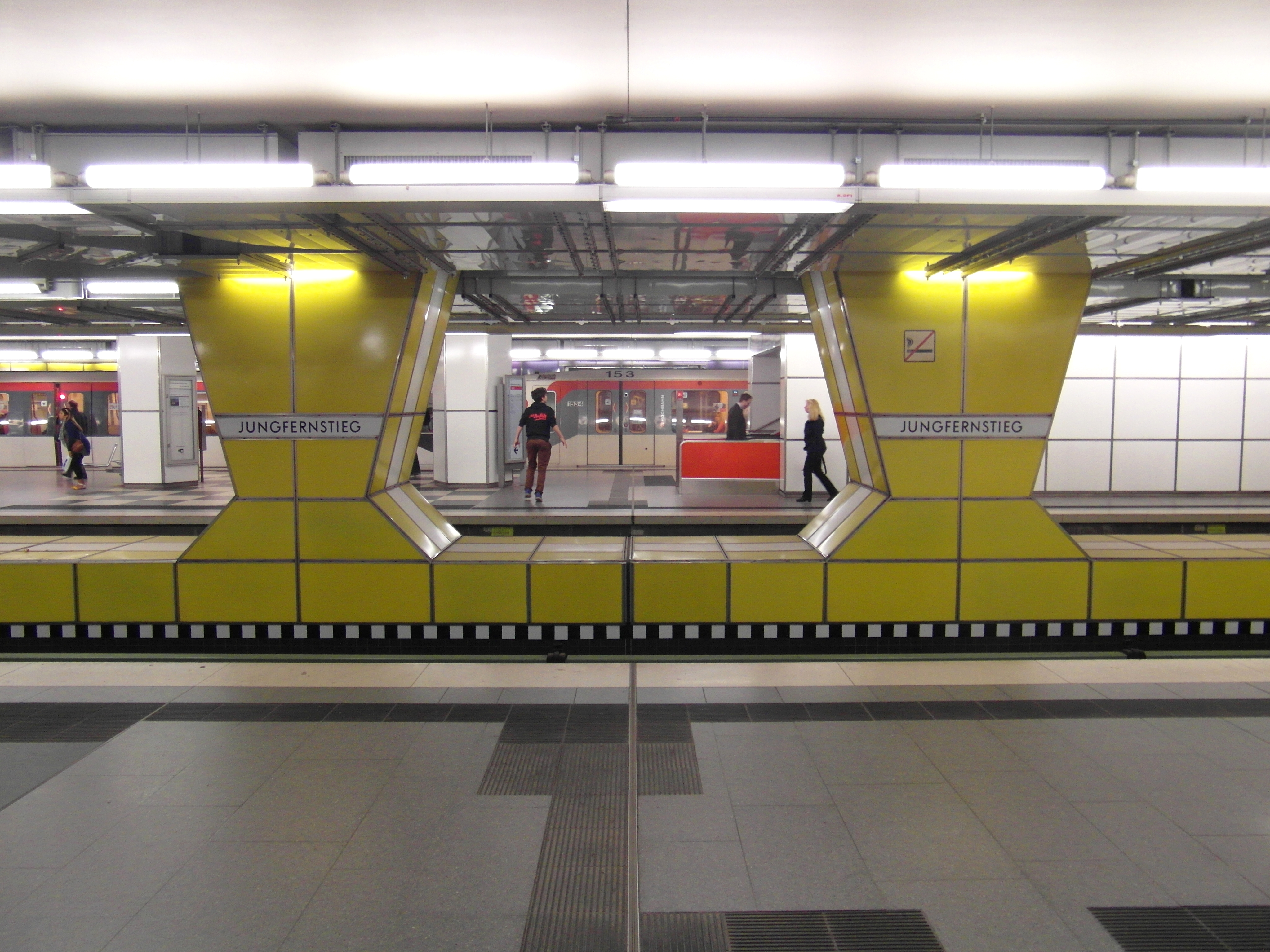
Linje U2 samt bakom tåg på linje U4
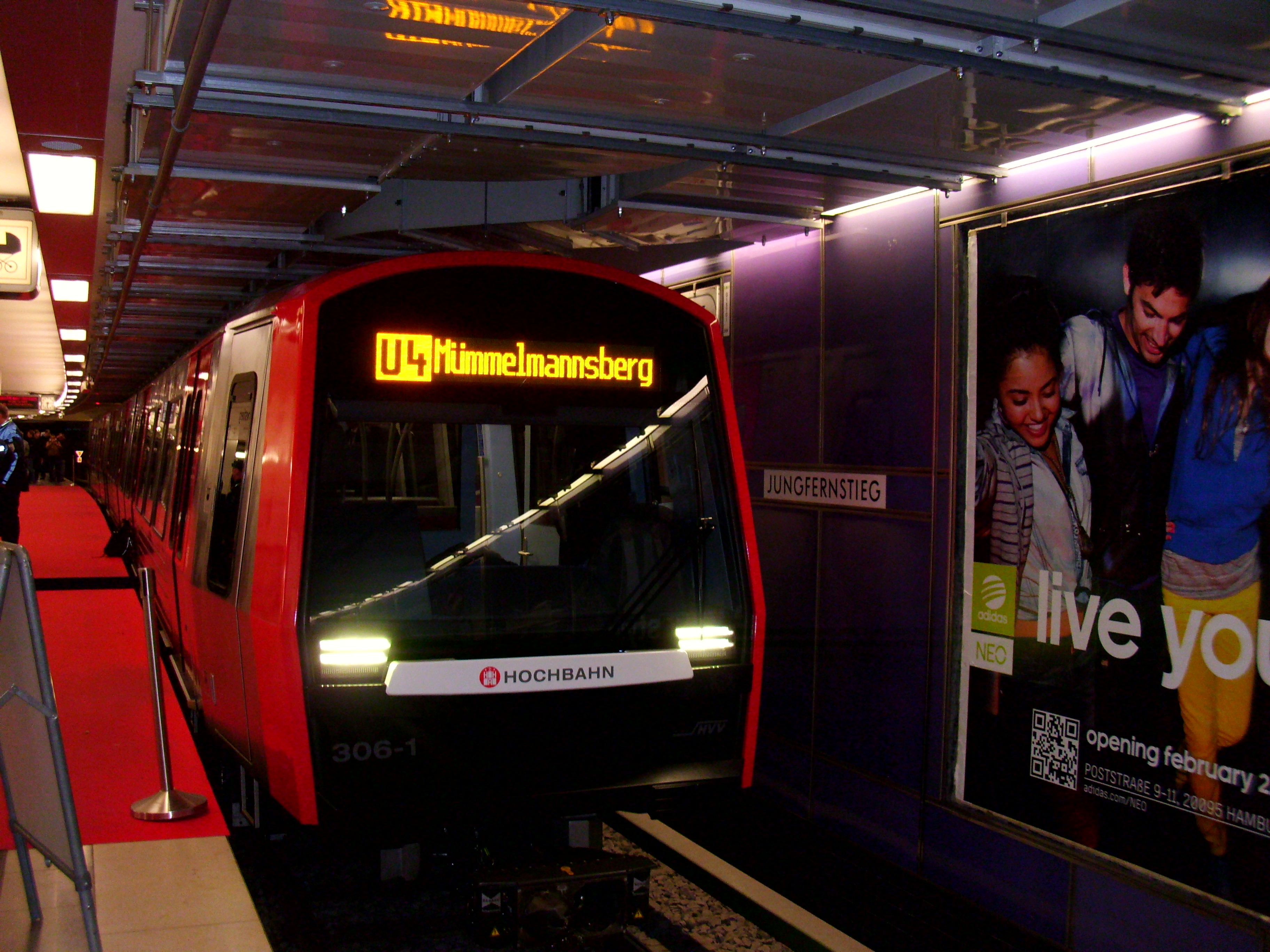
Linje U4 på Jungfernstieg station